# Период Вёсен и Осеней
Эпоха Вёсен и Осеней (также период Чуньцю, кит. упр. 春秋时代, пиньинь Chūnqiū shídài, палл. Чуньцю шидай)— период китайской истории, соответствующий летописи Чуньцю  («Вёсны и осени»), составителем которой считают Конфуция. Этот период относят к началу династии Восточная Чжоу. История периода известна по «Цзочжуань» — тексту, составленному в виде комментариев на хронику «Чуньцю». Другими источниками являются «Го юй», «Ши цзи», а также многочисленные археологические находки.

## Перенос столицы Чжоу и правлениеПин-вана

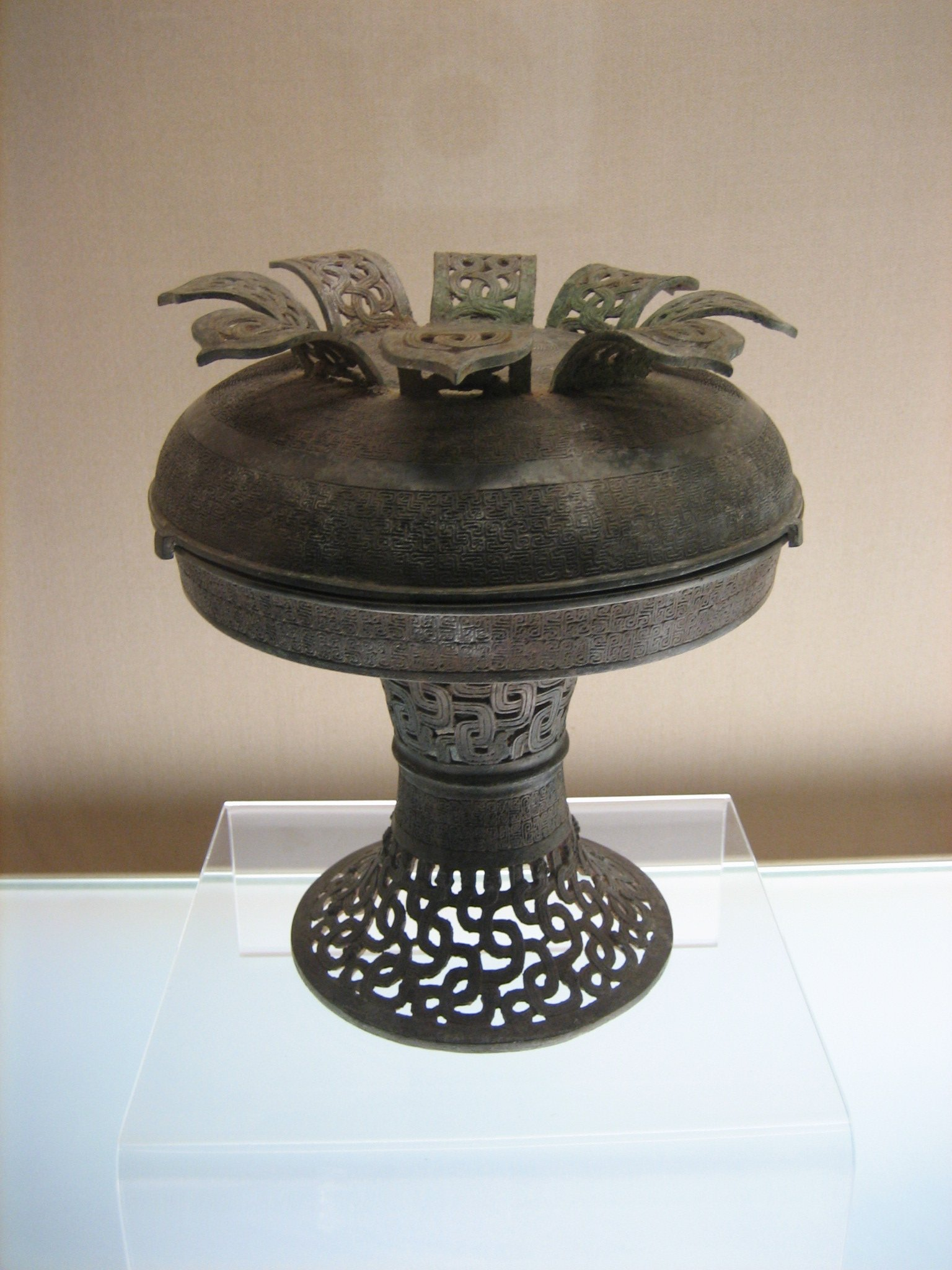
Сосуд Пу с драконами периода Вёсен и Осеней

Началу периода Чуньцю предшествовали события, связанные с ослаблением власти чжоуского вана. Правитель Ю-ван был свергнут представителями чжоуской родовой знати, в том числе и при участии правителей нескольких владений, которые стремились к самостоятельности и полному суверенитету в своих землях. В события были вовлечены степняки-жуны. Новым ваном был назначен старший сын от отстранённой старшей жены (дочери главы жунского рода Шэнь) Пин-ван. Центр власти был перенесён на восток из долины реки Вэйхэ в долину реки Лохэ. Земли в долине Вэйхэ вошли в состав полу-жунского царства Цинь, которое с этого момента начало постепенно усиливаться.
Политическая роль вана Чжоу резко упала. Получив ограниченный удел, дом Чжоу по сути дела превратился в такое же удельное княжество, а ван стал «первым среди равных». Тем не менее, главенство вана сохранялось ещё долгое время, сначала реально, а потом всё более формально. Ваны стремительно теряли остатки реальной власти, их влияние в сакральной сфере таяло, но не так стремительно.
Наибольшее значение приобрели царства Цзинь, Чу, Ци и Цинь, а также царство Чжэн.
Хроника Чуньцю царства Лу, редактирование которой приписывается Конфуцию, начинается с 722 до н. э. — с конца правления Пин-ван.
Историки считают началом этого периода 771 год до н. э. — приход Пин-вана к власти и перенос столицы Чжоу на восток.

## Феодальные отношения и князья-гегемоны
В период Чуньцю центральный удел Чжоу был достаточно слаб, но объединение царств держалось на идее защиты цивилизованных «центральных государств» (чжунго) от диких варваров на периферии, и на уважении к Небесному Мандату, который высшими силами дан дому Чжоу. Первоначально царства Чу, Цинь, Янь, У и Юэ считались тоже варварскими и противопоставлялись срединным — Цзинь, Ци, Сун, Лу, Чжэн, Вэй и Хань.
Неоднократно правители сильных царств пытались получить хотя бы частично отдельные привилегии Сына Неба, но безуспешно. Правитель Чу, хотя и провозгласил себя ваном, под давлением других царств несколько раз вынужден был признать главенство центрального дома Чжоу.
Постепенно пространство цивилизованных «центральных государств» расширялось, однако их количество уменьшалось, так как большие царства поглощали малые или подчиняли их, включая в систему внутренних феодальных отношений.
Вместо неограниченной власти вана возник институт князей-помощников, которые защищали и помогали вану, нередко манипулируя его решением. Князь Чжуан-гун из Чжэн (743 до н. э. — 701 до н. э.) был первым, кто установил систему гегемонов (bà 霸) — «главных» князей, координирующих защиту чжоуских государств от варваров. Основную опасность представляли племена маней, и, жунов и ди.
Гегемонами стали князья Хуань-гун (Ци) (r. 685 до н. э. — 643 до н. э.) и Вэй-гун (Цинь) (636 до н. э. — 628 до н. э.). Хотя система была призвана защищать цивилизованные государства от варварских, она приводила к усилению больших государств (Ци, Цинь, Цзинь и Чу) и поглощению малых и периферийных. При этом князья-гегемоны действовали самостоятельно, не советуясь с чжоускими ванами или пренебрегая их мнением.
В 704 до н. э. гун царства Чу (楚) Ми Сюнтун (кит. упр. 羋熊通, пиньинь Mǐ Xióng Tōng, палл. Ми Сюнтун), ощущая слабость царства Чжоу, провозгласил себя ваном, и стал называться У-ван.
С царством Чу начались серьёзные столкновения, чусцев стали называть «южными варварами Мань». Первоначально Чу усиливалось, занимая соседние малые царства, но потом вынуждено было отступить, и царства Чэнь и Цай вернули себе суверенитет.

## Усиление царства Ци
Царство Ци находилось на востоке, в районе полуострова Шаньдун близ устья Хуанхэ. С IX века до н. э. Ци было одним из самых сильных удельных княжеств. В 685 до н. э. разгорелась борьба за престол в Ци между братьями Цюй и Сяо Бо, Цюй победил Сяо Бо и получил трон под именем Хуань-гуна. Его советником был назначен бывший советник его брата Гуань Чжун, который провёл реформы, укрепив мощь царства Ци. Вскоре Хуань-гун стал гегемоном.
Хотя Хуань-гун обладал самой большой властью в стране, Гуань Чжун отговаривал его от идеи сместить силой чжоуского вана и овладеть «Небесным мандатом» и рекомендовал наращивать добродетель.
Хуань-гун организовал поход на юг против царства Чу, которое он обвинил в гибели чжоуского Чжао-вана. Чуский гун изъявил покорность и поход закончился установлением мира.
В 651 до н. э. Хуань-гун собрал совет князей в Куйцю 葵丘, однако Гуань Чжун снова счёл ситуацию неблагоприятной для занятия чжоуского трона. После чжоуский ван приветствовал Гуань-Чжуна с небывалыми почестями. Хуань-гун умер в 643 до н. э., после его смерти в Ци началась борьба за власть, результатом которой было ослабление Ци.

## Усиление царства Цзинь
Правитель царства Сун попытался стать гегемоном, но он не обладал достаточной силой. Стать гегемоном удалось через несколько лет цзиньскому Вэнь-гуну.
Царство Цзинь было долгое время ослаблено междоусобными интригами. Претендент на трон Чжун Эр бежал, скрываясь в других царствах, и в 636 до н. э. смог занять престол при поддержке царства Цинь уже в возрасте 62 лет, получив имя Вэнь-гун.
Вэнь-гун провёл успешные реформы, а потом собрал армию и покарал тех удельных правителей, которые плохо относились к нему во время изгнания. Он помог чжоускому вану восстановиться на троне после мятежа, поднятого его братом Шу-Даем в 635 до н. э.. Вэнь-гун также просил вана дать ему право после смерти быть внесенным в могилу по подземному переходу, но получил отказ, так как подобные привилегии давались только Сыну Неба. Через три года он предпринял поход на царство Чу по заданию вана. Хотя царство Чу ему помогало, он вступил с ним в конфликт и победил его в битве при Чэнпу (632 до н. э.), передав часть полученных богатств чжоускому вану, и стал после этого гегемоном.
Хотя он пробыл гегемоном недолго и умер, он смог укрепить позиции вана и позиции царства Цзинь в Китае, которые оставались ещё очень прочными более ста лет.

## VI век до н. э.: мирные конференции
В 579 до н. э. четыре крупных царства Цзинь, Ци, Цинь и Чу собрались на переговоры и заключили соглашение, к которому присоединились малые царства. В 546 до н. э. в столице царства Цзинь 14 малых стран признали господство царств Цзинь и Чу  (возможно, речь идет об одном и том же событии с разной датировкой См. также Сян Сюй). Следующая конференция произошла в 541 до н. э. в Чжэн, однако все перемирия носили только временный характер.

## НачалоV век до н. э., У и Юэ
За время мира, на юго-востоке усилились прибрежные вьетские царства У и Юэ, которые тогда считались варварскими. После войн и выяснения отношений царства У и Юэ смогли включиться в общую систему чжоуских государств, и по некоторым сведениями их гуны даже стали гегемонами. Первоначально Фучай-ван (吴王夫差) из царства У в 494 до н. э. победил Гоуцзянь-вана (越王勾踐) из царства Юэ, но вместо аннексии заключил мир, надеясь на добрые отношения. Потом Гоуцзянь-ван в 473 до н. э. разгромил царство У, и Фучай-ван покончил с собой.
В конце периода разразились междоусобицы в царстве Цзинь, которые привели к его распаду на три царства — Чжао, Вэй и Хань, и накопились противоречия между аристократическими родами, которые в дальнейшем вылились в кровавые войны периода Сражающихся Царств.

## Царства и их столицы
Источники по истории Чжоу упоминают 148 царств, однако продолжительность существования и историческая значимость последних весьма неоднородны, а также не всегда совпадают с рамками периода Чуньцю (см. zh:Category:周代诸侯国). Наиболее значимыми (по убыванию) выступают:
1. Чжоу (周)
2. Ци (齊) — Линьци (кит. трад. 臨淄, упр. 临淄)
3. Цзинь (晉)
4. Чжэн (鄭) — Синьчжэн (新鄭)
5. Цинь (秦) — Сяньян (Сиань) (кит. трад. 咸陽, упр. 咸阳)
6. Чу (楚) — Ин (郢)
7. Чэнь (陳) — Ваньцю (宛丘)
8. Хань (韩)
9. Лу (魯) — Цюйфу (曲阜)
10. Вэй (卫)
11. Янь (燕)
12. Цай (蔡) — Шанцай (上蔡)
13. Цао (曹)
14. Сун (宋) — Шанцю (商丘)
15. У (吳) — Гусу (кит. трад. 姑蘇, упр. 姑苏)
16. Юэ (越) — Куайцзи (кит. трад. 會稽, упр. 会稽)
17. Хуа (滑)
18. Сю (許)
19. Си[англ.] (息)

## Пять гегемонов

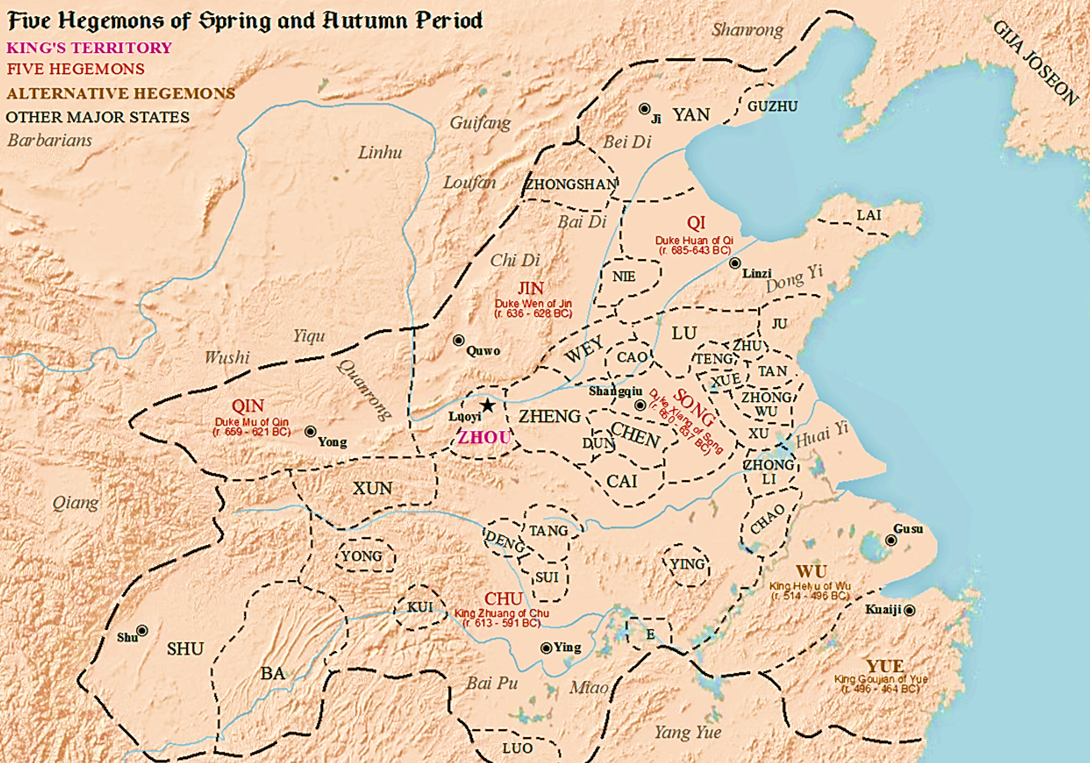
Владения пяти гегемонов

Традиционный список состоит из пяти гегемонов (кит. трад. 春秋五霸, пиньинь Chūnqiū wǔ bà, палл. Чуньцю у ба):
1. Хуань-гун (Ци) (齐桓公)
2. Вэнь-гун (Цзинь) (晋文公)
3. Чжуан-ван (Чу) (楚莊王)
4. Му-гун (Цинь) (秦穆公)
5. Сян-гун (Сун (宋襄公)

Некоторые историки приводят другой список пяти гегемонов:
1. Хуань-гун (Ци) (齐桓公)
2. Вэнь-гун (Цзинь) (晋文公)
3. Чжуан-ван (Чу) (楚莊王)
4. Фучай-ван (У) (吴王夫差)
5. Гоуцзянь-ван (Юэ) (越王勾踐)

(источники и альтернативные варианты см. в статье zh:春秋五霸)

## Культура эпохи Чуньцю
Эпоха Чуньцю была подробно описана в летописях, от этой эпохи сохранилось немало литературы, известны имена выдающихся учёных, философов, мыслителей.
На излёте этой эпохи жили Конфуций и Лао-цзы, с именами которых ассоциируются два крупнейших интеллектуальных течения китайской мысли.

## Комментарии
1. ↑  Встречается перевод — Весны и осени эпоха, Вёсны и осени, или Период «лего»[1] (кит. упр. 列国, палл. лего — отдельные царства)
2. ↑  с 722 по 481 год до н. э.; в китайской историографии период начинается с 770 г. до н.э. и идёт до 476/403 г. до н.э.